# Eurasiska stäppen

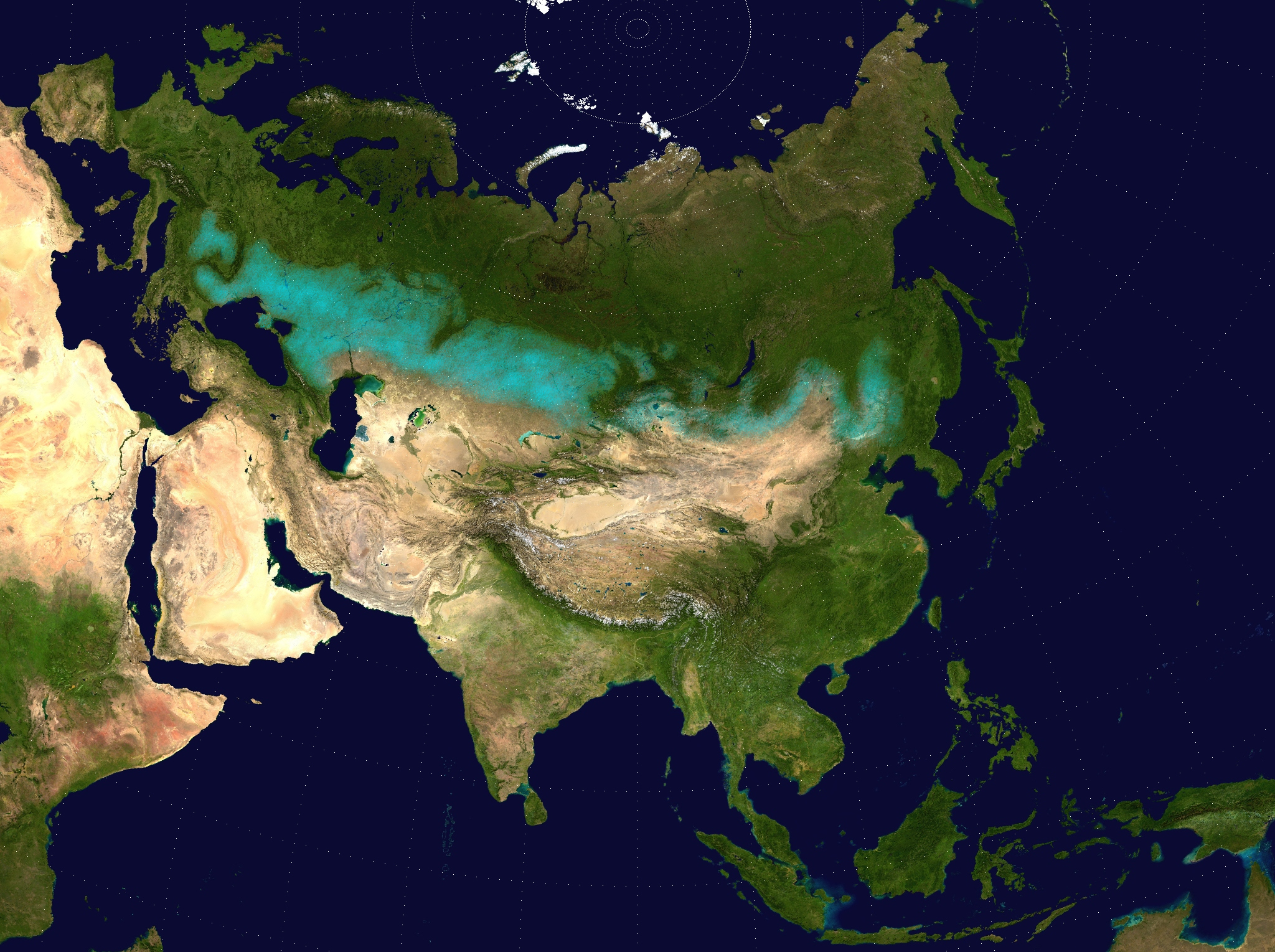
Den eurasiska stäppen (i ljusblått), med halvöken i söder eller sydöst, hemvist för de eurasiska nomaderna.

Eurasiska stäppen är ett stort slättland och stäppområde i de centrala delarna av Eurasien. Det sträcker sig från norra Kina till Ungern (Pannoniska slätten). Historiskt är den eurasiska stäppen sammankopplad med ryttarfolk, folkvandringar, samt både indoeuropéernas och turkfolkens spridning.

## Geografi och användning
Eurasiska stäppen är belägen söder om tajgan. Den avgränsas i övrigt av öknar och halvöknar (Gobiöknen, Takla Makan, Kyzylkum), bergsområden (Altaj, Tian Shan, Kaukasus och Karpaterna) samt vatten (Kaspiska havet, Svarta havet, Donau).
Den eurasiska stäppen täcker eller har tidigare täckt hela eller delar av följande länder (räknat österifrån):
- Kina (delar av Manchuriet och Inre Mongoliet)
- Mongoliet (norr om Gobiöknen)
- Ryssland (söder om tajgaområdet)
- Kazakstan (norr om Kyzul Kum och andra halvöknar)
- Ukraina (i söder och öster)
- Rumänien (utom närmast Karpaterna)
- Bulgarien (norr om Balkanbergen)
- Serbien (längs med Donau)
- Ungern (Lilla och Stora Pustan)

Dessutom berör den historiska stäppen det östligaste av Kroatien, Slovenien och Österrike samt södra Slovakien.

### Klimat
Stäppområdet och dess vegetation är präglat av det centrala läget i Eurasien, långt från närmaste ocean. Det bidrar till ett inlandsklimat med varma somrar och kalla vintrar samt låg nederbörd.

## Historik
Den till största delen trädlösa stäppen har historiskt varit hem för ett antal beridna nomadfolk. Det inkluderar olika indoeuropeiska och turkiska folk, som livnärt sig på boskapsskötsel och sedan de cirka 3 500 f.Kr. tämjt vildhästen fått ökad rörlighet. Ett antal av folken har därefter vandrat in i (invaderat) omgivande länder och riken i söder, inklusive Kina, Indien, Mellersta östern och Balkan.
Delar av stäppen har bördig svartjord i marken. Under senare århundraden har stäppen till stora delar blivit uppodlad. Detta gäller bland annat i Ukraina och Ryssland samt delar av Kazakstan.